# Erbin de Dumnonée
Erbin de Dumnonée (Latin: Urbanus; floruit circa  540/550) est un souverain de Dumnonia (les actuelles Cornouailles et Devon) et un saint du Pays de Galles

## Origine incertaine
Traditionnellement, Erbin est considéré comme un roi Dumnonia, fils de Constantin de Domnonée et père de Geraint. Il serait le frère de Digain (en) fondateur de l'église de  à Llangernyw. Erbin aurait succédé à son père comme roi de Dumnonia. Sa  dynastie réputée issue d'Eudaf Hen est connue par le manuscrit du Jesus collège :
Gereint m Erbin m Custentin m Tudvawl m Gwrwawr m Gadeon m Cynan m Eudaf hen
Erbin apparaît principalement dans Gereint ac Enid, l'un des trois romans gallois du Mabinogion et dans le roman de Culhwch ac Olwen, où il est le père de Gereint, Dywel et Ermid, ces deux derniers chevaliers à la cour de roi Arthur à Celliwig (en). Selon le Bonedd y Saint , Saint Cybi est l'arrière-petit-fils d'Erbin par l'intermédiaire de son père Selyf (Salomon de Cornouailles (en)). Dans la Vita de saint Cybi (en) il est mentionné comme étant le père de Salomon de Cornouailles, le propre père du saint
Erbin, et sa famille sont toujours associés au  Somerset au Devon et aux Cornouailles. Dans le récit  Gereint ac Enid le père de Geraint est nommé Erbin ap Custennin. Ce conte fut composé par un rédacteur gallois sur la romance, Érec et Énide, de Chrétien de Troyes, mais afin de l'adapter à la tradition galloise  l'auteur subsitue Geraint ab Erbin à Erec fils du roi Lac, et Erbin ap Custennin au roi Lac qui « règne sur le pays d'Outre Gales, ainsi que sur Caran, Rotelan et Montrevel ».

## Sainteté
Erbin est présenté comme un saint dans le  Bonedd y Saint et il est traditionnellement associé avec Erbistock dans le Denbighshire. Il est fêté le 13 janvier, ou le 29 mai. Gilbert Hunter Doble suggère qu'il est le même que Saint Ervan/Erme de Cornwall qui dans l'ancien calendrier gallois est commémoré aux mêmes dates. Erbyn est le patron originel de St Ervan mais dans les temps modernes et a été confondu avec le grec  Saint Hermès de Rome qui est désormais considéré comme tel ,

## Sources
- (en) Mike Ashley, The Mammoth Book of British Kings and Queens (England, Scotland and Wales), Londres, Robinson, 1998, 808 p. (ISBN 1841190969), p. 116 Erbin map Custennyn of Dumnonia
- (en) Peter Bartrum, A Welsh classical dictionary: people in history and legend up to about A.D. 1000, Aberystwyth, National Library of Wales, 1993 (ISBN 9780907158738), p. 288 ERBIN ap CUSTENNIN GORNEU. (440).
- (en) Timothy Venning, The Kings & Queens of Wales, Mill Brimscombe Port Stroud, Amberley Publishing,, 2013, 223 p. (ISBN 9781445615776), p. 179-182 Kings of Dumnonia